# Sichote-Alin
Der Sichote-Alin (russisch Сихотэ-Алинь, aus dem Mandschurischen über das Chinesische; in China bis heute oft Inneres Hinggan-Gebirge (chinesisch 内兴安岭, Pinyin Nèi Xīng’ān Lǐng) genannt; deutsch auch Sichote-Alin-Gebirge) ist ein Hochgebirge im Fernen Osten Russlands. Zwei seiner Gipfel sind höher als 2000 Meter: der Tordoki-Jani mit 2077 m und der Ko mit 2003 m. Teile der Region gehören seit 2001 zum UNESCO-Weltnaturerbe.
Im Jahr 2018 wurde das UNESCO-Weltnaturerbegebiet Sichote-Alin durch Hinzufügung des Bikin-Tales im Norden um das Dreifache erweitert.
Das Gebirge erstreckt sich über etwa 1350 Kilometer in den Regionen Chabarowsk und Primorje. Im Nordwesten und Norden grenzt es an den Amur und seine Mündung, im Nordosten an den Tatarensund, der das asiatische Festland von der russischen Insel Sachalin trennt. Im Osten und Süden stößt das Gebirge an das Japanische Meer. Im Westen grenzt es an das Tal des Ussuri, der im Südwesten des Gebirges entspringt, und an das Stromtal des Amur. 
Im Gebirge entspringen der Ussuri und seine rechten Nebenflüsse, wie Chor und Bikin. Die größten Städte liegen am West- und Südrand des wenig besiedelten Gebirges; von Nord nach Süd sind dies Komsomolsk, Chabarowsk, Ussurijsk, Wladiwostok und Nachodka. Wegen der Unzugänglichkeit und des ozeanischen Klimas gelten viele Gegenden des Gebirges als abwechslungsreiche Naturlandschaft. Durch Buchenurwälder streifen hier noch Bär, Wolf und der im Bestand bedrohte Sibirische Tiger. Das größte Schutzgebiet der Region ist das Sichote-Alin-Naturreservat.
Nach dem Gebirge ist Sikhote-Alin-Eisenmeteorit benannt, der am 12. Februar 1947 im westlichen Vorland des Gebirges unweit der Siedlung Lutschegorsk einschlug.